# 始まりは君の空
- ラブライブ! > ラブライブ!スーパースター!! > Liella! > 始まりは君の空
- ラブライブ! > ラブライブ!スーパースター!! > Liella! > 始まりは君の空 〜11 Ver.〜

「始まりは君の空」（はじまりはきみのそら）は、Liella!の楽曲。同グループの1枚目のシングルとして、2021年4月7日にLantisから発売された。
本項目では、テレビアニメ第3期12話（最終話）挿入歌「始まりは君の空 〜11 Ver.〜」（はじまりはきみのそら イレブン バージョン）についても記載する。

## 音楽性
『私を叶える物語盤』のカップリング曲である「私のSymphony」は、テレビアニメ『ラブライブ!スーパースター!!』（第1期）にて、澁谷かのんのソロVer.として披露した。1stライブツアーでは1番をソロVer.で独唱したあと、残りのメンバーが合流し2番からオリジナルVer.を全員で歌唱している。

### 『私のSymphony』の別バージョン
| バージョン | 収録作品                         | 備考 |
| ---------- | -------------------------------- | --- |
| 2022 Ver.  | 2ndアルバム『Second Sparkle』    | - 2期生として加入した桜小路きな子（鈴原希実）、米女メイ（薮島朱音）、若菜四季（大熊和奏）、鬼塚夏美（絵森彩）を含めた9人による歌唱バージョン。 - 2022年9月21日に行われた『Liella! TVアニメ2期OP&EDリリースイベント』にて初披露された。 |
| 2023 Ver.  | 5thライブシングル『シェキラ☆☆☆』 | 1期生と2期生に加え、ウィーン・マルガレーテ（結那）と鬼塚冬毬（坂倉花）が歌唱に加わったバージョン。4thライブで初披露。 |

## PV

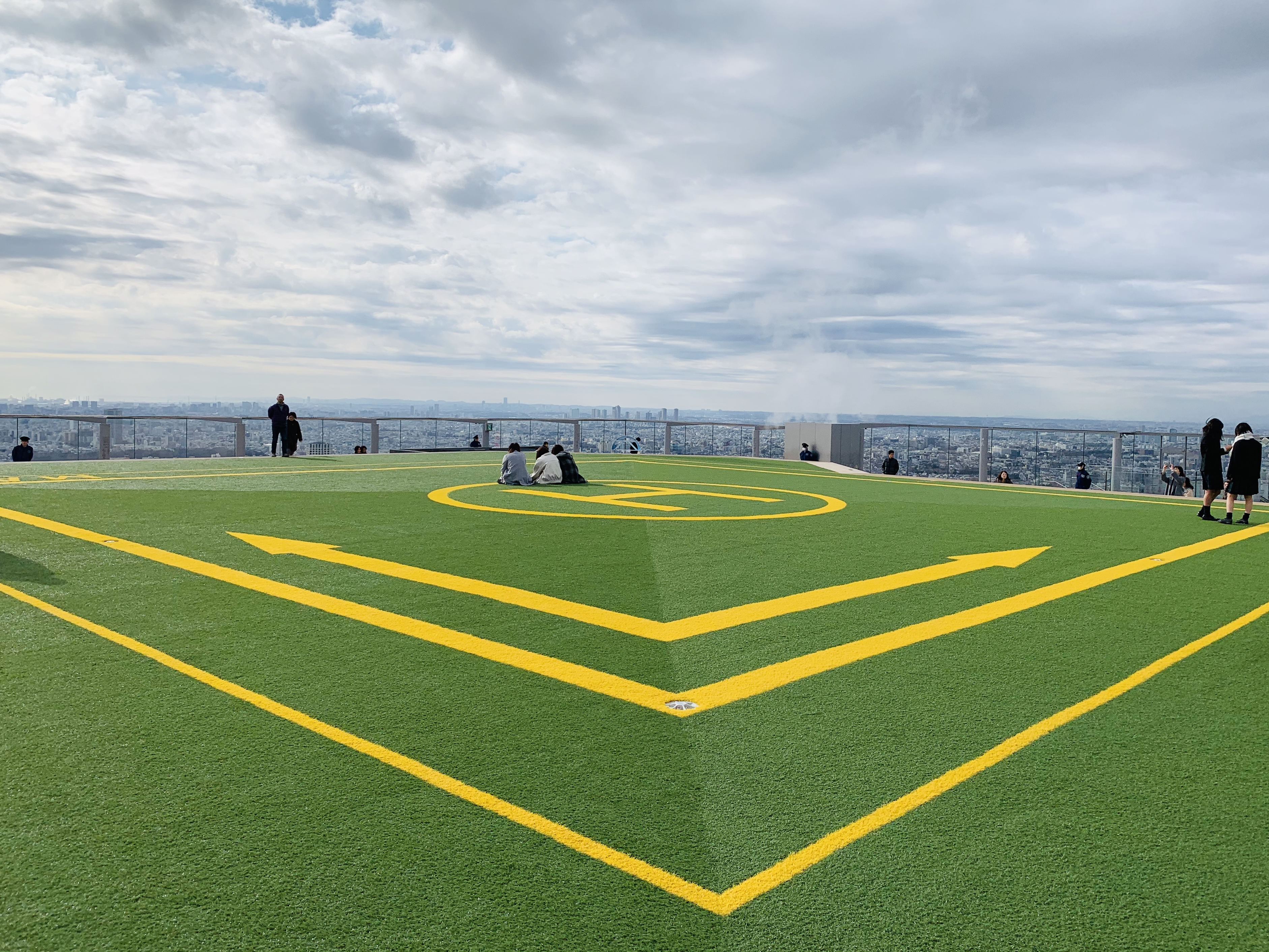
PVの舞台となったSHIBUYA SKY

PVでは、渋谷スクランブルスクエアの屋上にある「SHIBUYA SKY」が舞台になっている。また、2番のサビに入る前にコートを脱ぎ捨てるパフォーマンスを行っている。

## リリース
2021年4月7日にLantisから、Liella!のデビューシングルとして、「みんなで叶える物語盤」「私を叶える物語盤」がそれぞれBD同梱盤とDVD同梱盤の計4種類が発売され、CDには表題曲「始まりは君の空」とカップリング曲2曲およびドラマパートが収録され、「みんなで叶える物語盤」「私を叶える物語盤」とではカップリング曲、ドラマパートの内容が異なっており、BD・DVDには表題曲のアニメーションPVが収録されている。
初回生産分には、プロフィールカード（全5種）がランダムで1枚封入されるほか、発売記念イベントの参加応募および配信視聴のシリアルナンバーが封入されている。
Spotify、Apple Music等といったサブスクリプション配信は発売当初「みんなで叶える物語盤」のみだったが、2022年4月7日に「私を叶える物語盤」の配信が開始された。
「11 Ver.」は、2025年1月15日にLantisから、Liella!のシングルとして発売された。カップリング曲の収録はない。初回生産分には、ジャケットシールが封入されるほか、6thライブ宮城公演Day2の最速先行抽選応募券が封入されている。

## チャート実績
2021年4月6日付のオリコンデイリーランキングでは、1.3万枚を売り上げ2位にランクインした。その後も6日連続でデイリーTOP3入りを果たし、2021年4月19日付オリコン週間シングルランキングでは初動2.5万枚を売り上げ初登場2位にランクインした。
デビュー作での初登場2位は、Aqoursの「君のこころは輝いてるかい?」の週間3位を上回り、ラブライブ!シリーズのデビュー作としては最高順位となった。また、アニメ週間シングルランキングでも、ラブライブ!シリーズ初のデビュー作での週間1位獲得となった。

## 収録曲
収録内容におけるボーカル曲は太字、ボイスドラマパートは▲印で表記する。

### みんなで叶える物語盤
| 全作詞: 畑亜貴。 |                                           |           |            |            |       |
| #                | タイトル                                  | 作詞      | 作曲       | 編曲       | 時間  |
| 1.               | 「始まりは君の空」                        | 畑亜貴    | 兼松衆     | 兼松衆     | 5:01  |
| 2.               | 「Dancing Heart La-Pa-Pa-Pa!」            | 畑亜貴    | 高木龍一   | 椿山日南子 | 3:18  |
| 3.               | 「Dreaming Energy」                       | 畑亜貴    | 廣中トキワ | Peach      | 4:55  |
| 4.               | 「始まりは君の空」(Off Vocal)             | 畑亜貴    |            |            | 5:01  |
| 5.               | 「Dancing Heart La-Pa-Pa-Pa!」(Off Vocal) | 畑亜貴    |            |            | 3:18  |
| 6.               | 「Dreaming Energy」(Off Vocal)            | 畑亜貴    |            |            | 4:56  |
| 7.               | 「みんなでお出かけ！ 〜計画編〜」(▲)      | 畑亜貴    |            |            | 10:35 |
| 8.               | 「みんなでお出かけ！ 〜集合編〜」(▲)      | 畑亜貴    |            |            | 8:59  |
| 合計時間:        | 合計時間:                                 | 合計時間: | 合計時間:  | 46:03      |       |

| #  | タイトル                               | 作詞 | 作曲・編曲 |
| -- | -------------------------------------- | ---- | ---------- |
| 1. | 「「始まりは君の空」アニメーションMV」 |      |            |

### 私を叶える物語盤
7曲目以降は、Liella!（1期）のメンバーによる自己紹介パートが収録されている。
| #         | タイトル                                    | 作詞      | 作曲                    | 編曲                                | 時間  |
| --------- | ------------------------------------------- | --------- | ----------------------- | ----------------------------------- | ----- |
| 1.        | 「始まりは君の空」                          | 畑亜貴    | 兼松衆                  | 兼松衆                              | 5:01  |
| 2.        | 「Dancing Heart La-Pa-Pa-Pa!」              | 畑亜貴    | 高木龍一                | 椿山日南子                          | 3:18  |
| 3.        | 「私のSymphony」                            | 宮嶋淳子  | 高木誠司 高慶“CO-K”卓史 | - 高慶“CO-K”卓史 - 弦管編曲: 兼松衆 | 3:57  |
| 4.        | 「始まりは君の空」(Off Vocal)               |           |                         |                                     | 5:01  |
| 5.        | 「Dancing Heart La-Pa-Pa-Pa!」(Off Vocal)   |           |                         |                                     | 3:18  |
| 6.        | 「私のSymphony」(Off Vocal)                 |           |                         |                                     | 3:58  |
| 7.        | 「こんにちは！ 〜澁谷かのん〜」(▲)          |           |                         |                                     | 2:35  |
| 8.        | 「どうも！ 〜唐 可可〜」(▲)                 |           |                         |                                     | 2:22  |
| 9.        | 「うぃーっす！ 〜嵐 千砂都〜」(▲)           |           |                         |                                     | 2:26  |
| 10.       | 「お待たせしました！ 〜平安名 すみれ〜」(▲) |           |                         |                                     | 2:14  |
| 11.       | 「はじめまして。 〜葉月 恋〜」(▲)           |           |                         |                                     | 2:23  |
| 合計時間: | 合計時間:                                   | 合計時間: | 合計時間:               | 合計時間:                           | 36:33 |

| #  | タイトル                               | 作詞 | 作曲・編曲 |
| -- | -------------------------------------- | ---- | ---------- |
| 1. | 「「始まりは君の空」アニメーションMV」 |      |            |

## 始まりは君の空 ～11 Ver.～
「始まりは君の空 ～11 Ver.～」は、Liella!の楽曲。同グループのシングルとして、2025年1月15日にLantisから発売された。

### 音楽性（～11 Ver.～）
1番の構成はオリジナル版と同じだが、2番以降がオーケストラアレンジとなっている。

### 収録曲（～11 Ver.～）
| 全作詞: 畑亜貴。 |                                           |           |           |        |      |
| #                | タイトル                                  | 作詞      | 作曲      | 編曲   | 時間 |
| 1.               | 「始まりは君の空 ～11 Ver.～」            | 畑亜貴    | 兼松衆    | 兼松衆 | 5:24 |
| 2.               | 「始まりは君の空 ～11 Ver.～」(Off Vocal) | 畑亜貴    |           |        | 5:24 |
| 合計時間:        | 合計時間:                                 | 合計時間: | 合計時間: | 10:48  |      |

## タイアップ
| #                            | 曲名                | タイアップ                                                  |
| ---------------------------- | ------------------- | ----------------------------------------------------------- |
| - 3 - (みんなで叶える物語盤) | 「Dreaming Energy」 | テレビアニメ『ラブライブ!スーパースター!!』第1期第9話挿入歌 |

## 収録作品
| # | 楽曲               | アルバム                     | 発売日       | 備考        |
| - | ------------------ | ---------------------------- | ------------ | ----------- |
| 1 | 「始まりは君の空」 | 『What a Wonderful Dream!!』 | 2022年3月2日 | 1stアルバム |

## カバー
YouTubeにて披露したアーティスト
| 歌手        | 公開日       | 備考 |
| ----------- | ------------ | --- |
| DOLLCHESTRA | 2023年5月9日 | - 『ラブライブ！シリーズ』の蓮ノ空女学院スクールアイドルクラブによるミニユニット - 『蓮ノ空女学院スクールアイドルクラブ公式チャンネル』にて公開された。 |

### ユニットメンバー
1. 1 2 3 4 5  澁谷かのん（伊達さゆり）、唐可可（Liyuu）、嵐千砂都（岬なこ）、平安名すみれ（ペイトン尚未）、葉月恋（青山なぎさ）
2. 1 2 3 4  澁谷かのん（伊達さゆり）、唐可可（Liyuu）、嵐千砂都（岬なこ）、平安名すみれ（ペイトン尚未）、葉月恋（青山なぎさ）、桜小路きな子（鈴原希実）、米女メイ（薮島朱音）、若菜四季（大熊和奏）、鬼塚夏美（絵森彩）、ウィーン・マルガレーテ（結那）、鬼塚冬毬（坂倉花）
3. ↑  村野さやか（野中ここな）、夕霧綴理（佐々木琴子）